# Pere Fontanals i Bosch
Pere Fontanals i Bosch (Manresa, 1972) És director de NacióManresa, l'edició del Bages i el Moianès de Nació Digital des de la seva creació, l'abril de 2009. Va ser impulsor de la xarxa de blogs del Bages, la Bagesfera. El setembre de 2007 va començar el seu blog La Muntanya russa, de contingut sobiranista. El març de 2008 va organitzar les primeres Jornades de la Bagesfera, a la qual van assistir, entre d'altres, els bloguers Jonatan Triviño, Oriol Puig, Jordi Rius Bonjorn, Alain Jordà, Joan Jordana, Moisès Rial, Eduard Cucurella i Albert Badia.